# Pasirhaur
Pasirhaur is een bestuurslaag in het regentschap Lebak van de provincie Banten, Indonesië. Pasirhaur telt 3026 inwoners (volkstelling 2010).